# Музей De 5000 Morgen
Музей De 5000 Morgen — невеликий краєзнавчий і культурно-історичний музей у нідерландському місті Хогевен. Названий на честь компанії Algemeene Compagnie van 5000 Morgen, першого підприємства з видобутку торфу, заснованої в у 1631 році в місті Звартсльойс.
Історія музею почалася у квітні 1971 року, коли у Хогевені, на останньому поверсі будинку № 64 по вулиці Hoofdstraat (укр. Головній вулиці) був заснований музей торфовидобування. У жовтні 1976 року він переїхав до окремого приміщення у будинку № 9 по тій самій вулиці, зведеному у 1647 році. У 1990-х роках музей отримав сучасну назву, проте досі відомий серед мешканців Хогевена як Музей торфовидобування (нід. Veenmuseum). У 2001 році до будинку музею були добудовані два крила.
Музей присвячений історії міста Хогевен від дня його заснування та різним аспектам повсякденного життя місцевих жителів, таких як видобування торфу, сільське господарство, бджолярство, релігія, мистецтво, освіта. Поряд з постійною експозицією проводяться тимчасові тематичні виставки.